# Chamoerrhipes ophthalmicus
Chamoerrhipes ophthalmicus is een keversoort uit de familie Rhipiceridae. De wetenschappelijke naam van de soort is voor het eerst geldig gepubliceerd in 1834 door Latreille.